# Albert III. von Winkel

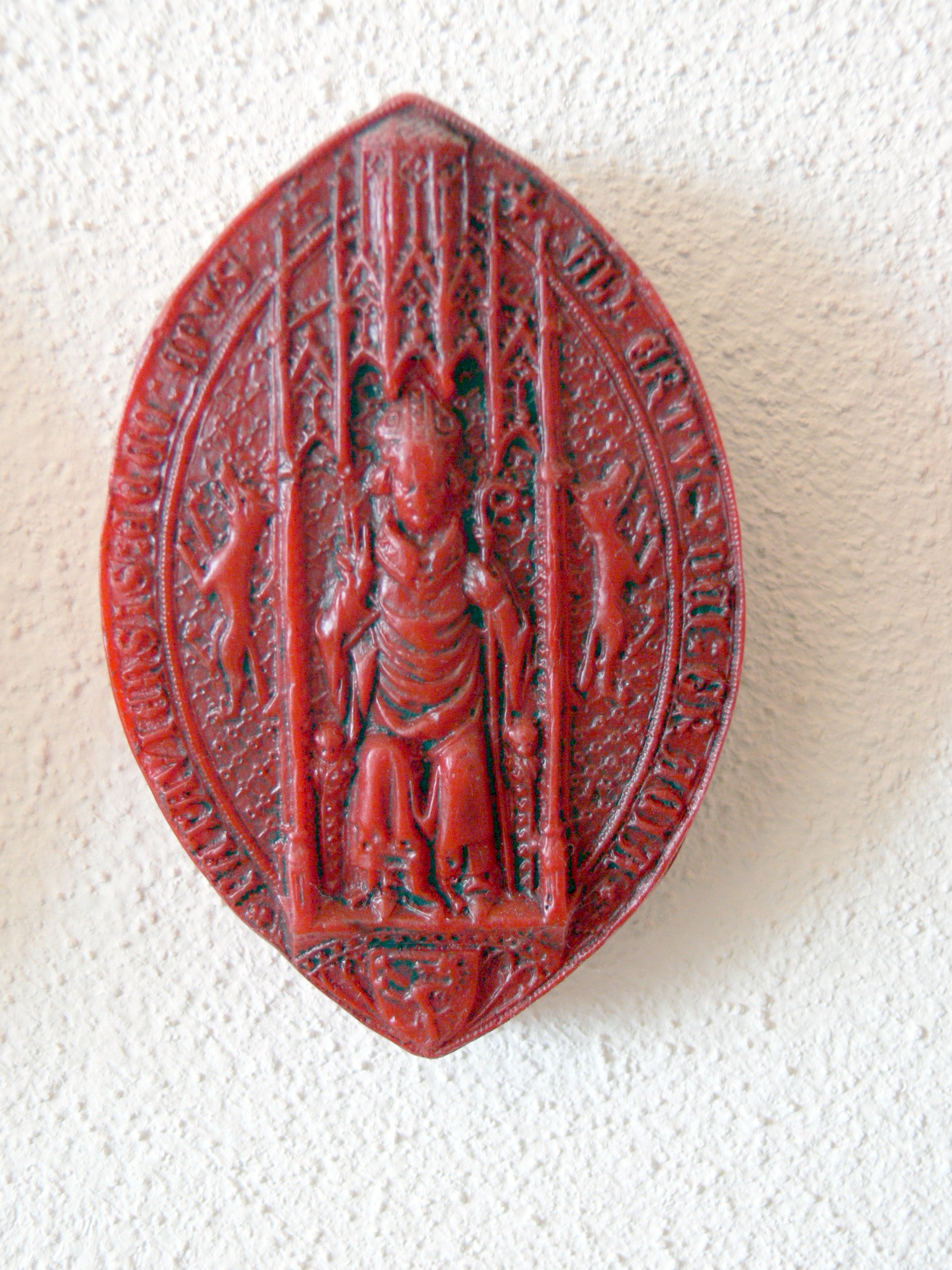
Siegel des Albert von Winkel als Bischof von Passau 1375

Albert von Winkel (* unbekannt; † 19. November 1380 in Passau), auch Albrecht von Winkel, war von 1363 bis 1380 (als Albert III.) der 46. Bischof von Passau.

## Leben und Wirken
Über die frühen Jahre im Leben des Albert von Winkel ist kaum etwas bekannt, er ist erst ab 1358 als Dompropst nachweisbar. 1363 wurde er vom Passauer Domkapitel zum Bischof gewählt.
In seine Amtszeit – die alles in allem geprägt war von großen Auseinandersetzungen mit den Passauer Bürgern – fiel auch der größte Bürgeraufstand, den die Stadt je gesehen hat. Der Aufstand gipfelte im September 1367 in der Schlacht bei Erlau, bei der die bürgerlichen Truppen unter dem Befehl von Andreas Haller eine verheerende Niederlage gegen die Armee des Bischofs einstecken mussten. Im darauf folgenden Schiedsspruch aus dem Jahr 1368 wurden die Bürgerrechte neu geregelt. Unter anderem erhielt der Rat das Recht der Siegelführung. 1372 sprach Albert den Bürgern sogar das sogenannte „Umgeld“ (eine Steuer auf Bier, Wein und Fleisch) zu.